# ایستگاه متروی احسان
ایستگاه احسان در میدان احسان قرار دارد که اولین ایستگاه متروی شیراز است و با مساحت ۴۵۴۵ مترمربع و عمق ایستگاه ۹/۶۶ متر از نوع نیمه عمیق (۱طبقه)، سکو طرفین با ۳ دروازه ورودی، خروجی طراحی شده و این ایستگاه کار خود را با افتتاح خط ۱ متروی شیراز  شروع کرد و این ایستگاه در مهر ۹۳ افتتاح شد. این ایستگاه در منطقه ۶ شیراز قرار دارد.

## مسیرهای اطراف ایستگاه
- بلوار دکتر شریعتی (بلوار معالی آباد)  مسیر شمال شرق
- بلوار شهید رجایی (بلوار فرهنگ شهر)  مسیر جنوب
- بلوار پرستار  مسیر شمال غرب
- خیابان امید نوروزی  مسیر شمال

## محله های اطراف ایستگاه
- کوی وحدت
- بهاران
- فرهنگ شهر
- مجتمع آموزشی فرهنگی احسان
- دنا

این منطقه به معالی‌آباد و فرهنگ‌شهر (شیراز) مشهور است.